# Port Isabel
Port Isabel város az USA Texas államának Cameron megyéjében. Lakosainak száma 5028 fő (2020. április 1.).

## Népesség
A település népességének változása:

| 2010 | 5 006 |
| 2020 | 5 028 |